# Dumingag
Dumingag ist eine philippinische Stadtgemeinde in der Provinz Zamboanga del Sur. Sie hat 47.485 Einwohner (Zensus 1. August 2015).

## Baranggays
Dumingag ist politisch in 44 Baranggays unterteilt.
| - Bag-ong Valencia - Bagong Kauswagan - Bagong Silang - Bucayan - Calumanggi - Canibongan - Caridad - Danlugan - Dapiwak - Datu Totocan - Dilud - Ditulan - Dulian - Dulop - Guintananan | - Guitran - Gumpingan - La Fortuna - Labangon - Libertad - Licabang - Lipawan - Lower Landing - Lower Timonan - Macasing - Mahayahay - Malagalad - Manlabay - Maralag - Marangan | - New Basak - Saad - Salvador - San Juan - San Pablo (Pob.) - San Pedro (Pob.) - San Vicente - Senote - Sinonok - Sunop - Tagun - Tamurayan - Upper Landing - Upper Timonan |